# Super Mario Bros.: The Lost Levels
Super Mario Bros.: The Lost Levels, känt i Japan som Super Mario Bros. 2 (スーパーマリオブラザーズ2 Sūpā Mario Burazāzu Tsū?), är ett sidscrollande plattformsspel från 1986, utvecklat och utgivet av Nintendo som uppföljaren till Super Mario Bros. från 1985. The Lost Levels följer föregångaren och de båda spelen liknar varandra i stil och upplägg men skiljer sig åt i svårighetsgrad. I spelet beger sig Mario eller Luigi ut för att rädda Prinsessan Peach från Bowser. Till skillnad mot originalspelet har The Lost Levels inget alternativ för två spelare och Luigi kan i jämförelse med sin tvillingbror röra sig mer friktionsfritt mot marken och hoppa högre. Spelet innehåller nya funktioner som giftiga power up-svampar, nivåportaler (warps) som skickar tillbaks spelaren till en tidigare plats samt vindbyar som gör att spelaren måste anpassa hoppen. Det huvudsakliga spelet har 32 banor i åtta världar, följda av fem bonusvärldar. Ett meddelande från utvecklingslaget i den ursprungliga japanska manualen beskriver miljön som en ”parallellvärld” till originalspelet.
The Lost Levels släpptes först i Japan till Famicom Disk System den 3 juni 1986, som en följd av framgången hos dess föregångare. Det utvecklades av Nintendo R&D4 som leddes av Super Marios skapare Shigeru Miyamoto. Nintendo of America ansåg spelet vara för svårt att sälja i Nordamerika och sålde istället en version av det japanska spelet Doki Doki Panic som dess Super Mario Bros. 2. The Lost Levels utgavs inte i Nordamerika och Europa tills det 1993 medföljde, med ett flertal ändringar, i spelsamlingen Super Mario All-Stars till Super Nintendo Entertainment System. Det porterades senare till Game Boy Color, Game Boy Advance och Virtual Console (Wii, Nintendo 3DS och Wii U). 
Spelet är känt för sin svårighetsgrad. Recensenter klassade spelet som en förlängning av originalspelet, med en fortsättning på föregångarens svårighetsgrad. På grund av detta rekommenderade vissa The Lost Levels till dem som bemästrade originalet. Speljournalister uppskattade spelutmaningen i ett speedrun-sammanhang. Spelet gav Luigi hans första karaktärsdrag och introducerade den giftiga power up-svampen som kom att användas i Mario-franchiset. The Lost Levels var det mest populära spelet till Famicon Disk System. 2,5 miljoner exemplar av spelet såldes till konsolen. 2014 rankade IGN spelet bland de lägre på dess topp 125-lista över Nintendo-spel.

## Spelupplägg
The Lost Levels är ett sidscrollande action-plattformsspel med likheter i stil och upplägg jämfört med Super Mario Bros. från 1985, men med en ökad svårighetsgrad. Precis som hos originalspelet åtar sig Mario (eller Luigi) att rädda Prinsessan Peach som hålls fånge av Bowser. Spelaren hoppar mellan plattformar, undviker fiender och hinder och samlar power ups (uppgraderingar). Dessa power ups innefattar Svampen som får Mario att växa, Eldblomman som gör att Mario kan kasta eldbollar och Stjärnan som gör Mario oövervinnerlig. Till skillnad mot originalspelet finns det inget tvåspelarläge, utan spelaren väljer mellan tvillingbröderna som på menyskärmen för första tillfället är åtskilda. Luigi som designades för erfarna spelare rör sig mer friktionsfritt och hoppar högre, medan Mario är snabbare.
Spelets svårighetsgrad tar vid slutet av originalspelet och ökar successivt. The Lost Levels innehåller nya hinder, däribland giftiga svampar, nivåportaler (warps) som skickar tillbaka spelaren till en tidigare punkt i spelet, samt vindbyar som påverkar spelfigurens riktning när denne befinner sig mitt i luften. Några av spelets banor kräver extra precision. Spelet har också några grafikmässiga förändringar, medan soundtracket är identiskt. Efter varje boss-strid berättar Toad för Mario att ”our princess is in another castle” (”vår prinsessa finns i ett annat slott”). Det huvudsakliga spelet har 32 banor, utspridda över åtta världar och fem bonusvärldar. En gömd värld, Värld 9, blir tillgänglig om spelaren inte använder en nivåportal. Bonusvärldarna A till och med D går att komma till när spelaren spelat hela spelet åtta gånger, som sammanlagt resulterar i 52 banor.

## Utveckling
I oktober 1985 släpptes det ursprungliga Super Mario Bros. i Nordamerika och i februari 1986  hade tiotals miljoner Nintendo Entertainment System-konsoler sålts, vilket blev tecknet på slutet för TV-spelskraschen i Nordamerika 1983. Shigeru Miyamoto, skaparen av Mario, ledde nu Nintendos avdelning R&D4 som jobbade på The Legend of Zelda och hade inte längre tid till att designa spel helt och hållet på egen hand. Takashi Tezuka, assistant director på Super Mario Bros., anslöt sig till Miyamoto för att utveckla en uppföljare till spelet, tillsammans med teamet på R&D4.
The Lost Levels, ursprungligen släppt i Japan som Super Mario Bros. 2, den 3 juni 1986, hade en liknande stil jämfört med Super Mario Bros., men en betydligt högre svårighetsgrad. Skribenten Jon Irwin beskrev det i sin bok Super Mario Bros. 2 som ”tufft som diamantnaglar”. Tezuka tyckte att japanska spelare hade bemästrat originalspelet och därför behövde ett mer utmanande spel som en fortsättning. Reklamen i Japan för The Lost Levels innehöll spelare som misslyckades med spelet och i frustration skrek mot sina tv-apparater. Några av de senare banorna i spelet Vs. Super Mario Bros., en arkadspels-portering av originalspelet. The Lost Levels blev det andra spelet efter The Legend of Zelda att släppas till Famicom Disk System, ett tillägg till konsolen Famicom med disketter istället för spelkassetter.
När The Lost Levels utvärderades för utgivning utanför Japan, avböjdes det av Nintendo of America som ansåg spelet vara för svårt den nordamerikanska marknaden. Howard Phillips som utvärderade spel för Nintendo of America's ledning, tyckte att spelet var orättvist svårt, till och med bortom den inofficiella benämningen "Nintendo Hard" som företagets andra spel ibland erhöll. Han trodde att det inte skulle sälja bra på den amerikanska marknaden. I en intervju 2012 sade han att ”få spel försatte oss i ett mer trängt läge än Super Mario 2 på Famicom” och att ”inte ha roligt är dåligt när du är ett företag som säljer roligt.”
Nintendo släppte istället en version av Doki Doki Panic som dess Super Mario Bros. 2 utanför Japan. Doki Doki Panic hade ursprungligen utvecklats av Miyamoto och Kensuke Tanabe som en modifierad utgåva av ett Super Mario Bros.-liknande spel, innan det släpptes i Japan som ett eget spel som en del av ett samarbete med Fuji Television. Miyamoto lade mer tid på Doki Doki Panic än på The Lost Levels. Figurerna och stilen i Doki Doki Panic modifierades för att matcha Super Mario Bros. innan det släpptes i Amerika och den ändrade utgåvan blev känd som den ”stora avvikelsen” i Super Mario-spelserien. Det amerikanska Super Mario Bros. 2 släpptes senare i Japan som Super Mario USA.

## Återutgivningar

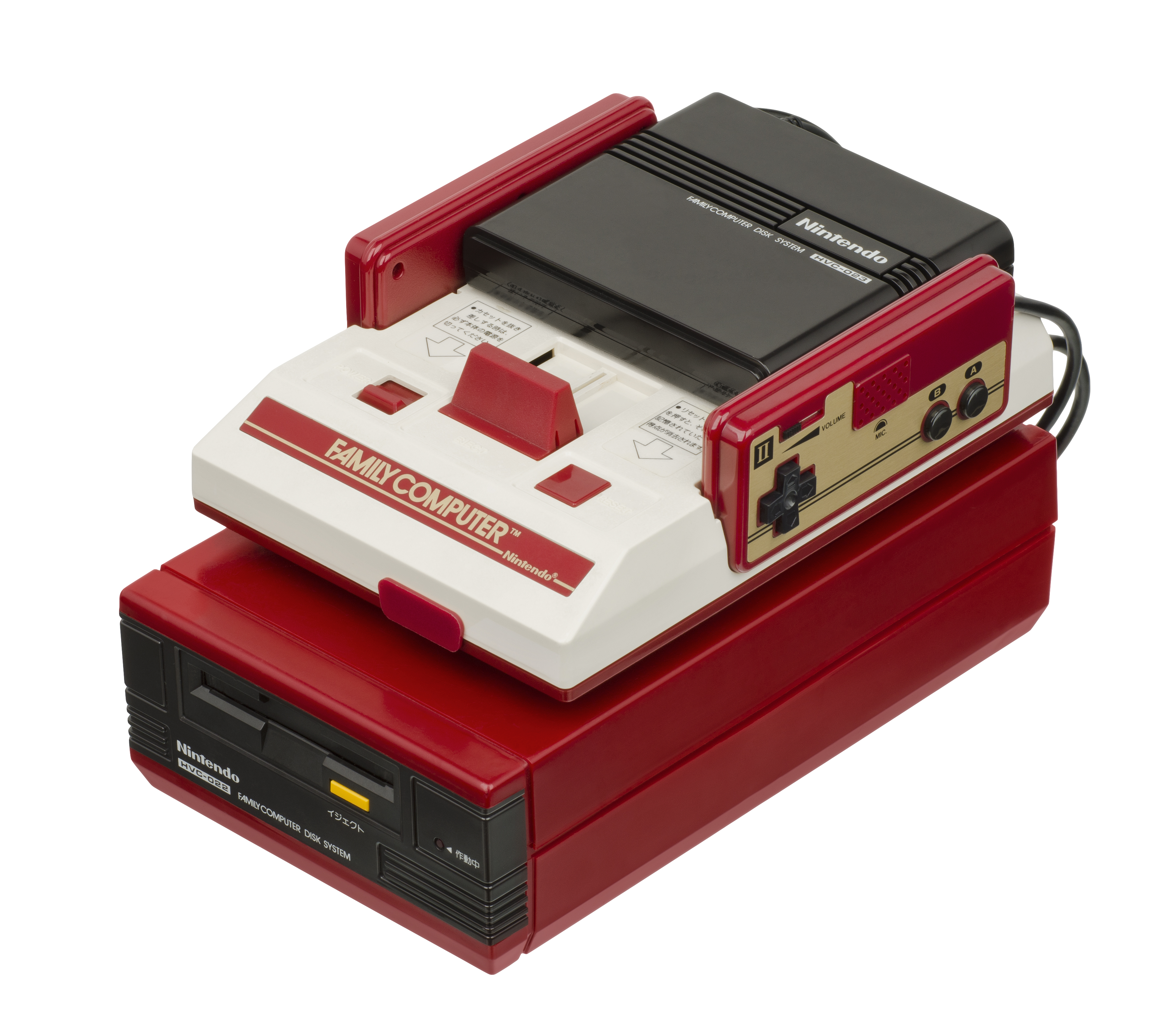
The Lost Levels var det andra spelet som släpptes till Famicom Disk System, som på bilden är sammankopplad under Famicom.

Nintendo ”fixade till” delar av japanska Super Mario Bros. 2 och släppte det i senare Super Mario-samlingar som The Lost Levels. Det släpptes först i Nordamerika 1993 i samlingen Super Mario All-Stars till Super Nintendo Entertainment System (SNES), i vilken Värld 9 och bonusvärldarna A till och med D automatiskt blev spelbara direkt efter att ha slutfört Värld 8-4. All-Stars  återutgavs som en begränsad utgåva till konsolen Wii för att uppmärksamma 25-årsjubileet 2010 av Super Mario Bros.. Det porterades också till andra plattformar. All-Stars-versionen gjorde giftsvampen mer synlig och lade till innehåll.
The Lost Levels är en upplåsbar bonus i Super Mario Bros. Deluxe från 1999 till Game Boy Color. Spelet gjordes om för den handhållna konsolen. Den synliga delen av skärmen är skuren, innehåll som vindbyarna och de fem bonusvärldarna är borttagna. Utmaningslägen är tillagda. The Lost Levels återutgavs 2004 till Game Boy Advance, på den tredje volymen av Nintendo's Japan-exklusiva  Famicom Mini-samlingskassetter.
Nintendo's digitala plattform Virtual Console gjorde det oredigerade japanska spelupplägget från 1986 tillgängligt i Nordamerika för första tillfället. The Lost Levels släpptes till Virtual Console för Wii i Japan den 1 maj 2007, i Europa den 14 september, och i Nordamerika den 1 oktober samma år. 3DS-versionen släpptes den 25 juli 2012,  och sedan samtidigt i Nordamerika, Australien och Storbritannien den 27 december. Utgåvan till Virtual Console för Wii U släpptes i Japan den 8 augusti 2013, i Europa den 23 januari 2014 och i Nordamerika den 13 mars. The Lost Levels inkluderades bland annat i spelsamlingarna NES Remix 2 till Wii U, och Ultimate NES Remix till 3DS.

## Mottagande och eftermäle
| Mottagande      | Mottagande      |
| Recensionsbetyg | Recensionsbetyg |
| Publikation     | Betyg           |
| --------------- | --------------- |
| Eurogamer       | Wii: 8/10       |
| Gamespot        | Wii: 6.5/10     |
| IGN             | 3DS: 8.5/10     |

Den japanska speltidningen Famicom Tsūshin benämnde The Lost Levels som det främsta spelet den första månaden efter utgivningen. Recensenter klassade spelet som ett ”expansionspaket”, eller en ”uppdatering” av originalet. Lucas M. Thomas på IGN skrev att, till skillnad från Luigi, känns spelet som utmanande extrabanor fastsatta på slutet av originalspelet. Han instämde i Nintendo of America's val att inte släppa spelet på 1980-talet.
The Lost Levels är känt för dess höga svårighetsgrad. Rus McLaughlin på IGN skrev att originalets ”smidiga bandesign ersattes med galet tuffa hinderbanor”. Marty Silva, också IGN, sade att spelet var ”gjort för att aktivt straffa spelare … från den första giftiga svampen”. Lucas M. Thomas refererade till banorna som ”frustrerande” svåra, och spelarfigurerna som ”begränsad” och ”lam”. Han jämförde spelet med subkulturen som skapade egna modifierade och närmast omöjliga Mario-banor och sade att The Lost Levels kändes som ”en fan-made hack” i jämförelse med andra Mario-spel. Atari HQ skrev att originalspelet inte hade sålt ”hälften så bra” om det hade inkluderat banor från denna uppföljare.
Robert Hughes på Nintendo Life rekommenderade spelet för dem som bemästrade originalspelet, med en bandesign som gjord för frustration. Han tyckte att uppföljaren lärde ut tålamod, medan originalet var designat för oaktsamhet. Han mindes spelet som det svarta fåret i All-Stars-samlingen, men fann ändå spelet ”otäckt smart” och roligt. Dan Whitehead på Eurogamer nämnde att spelet var ”tekniskt sett ett mycket bättre spel” än det Doki Doki-baserade Super Mario Bros. 2 och att ”Mario-puritaner” skulle föredra att få den riktiga utmaningen. Jason Schreier på Kotaku uttryckte 2015 att speedruns av The Lost Levels var ”anmärkningsvärt roliga” att titta på, på grund av dess precision som krävdes. Samuel Claiborn på IGN tyckte att 2014 års spelsamling NES Remix 2 till Wii U gjorde The Lost Levels ' utmaningar mer njutbara när dessa sattes i ett speedrunning-sammanhang.
Luigi fick sina ”första distinkta karaktärsdrag” i The Lost Levels: mer friktionsfria rörelser och förmågan att hoppa längre. Spelets giftsvamp-power up finns med i senare spel i Mario-franchisen, däribland Super Mario 3D Land, Mario & Luigi: Partners in Time, och serierna Super Smash Bros., och Mario Kart, samt i Wii U-versionen av Tekken Tag Tournament 2.
The Lost Levels var det populäraste spelet till Famicom Disk System där det såldes i 2,5 miljoner exemplar. 2014 rankade IGN spelet bland de lägre på deras lista över de 125 främsta Nintendo-spelen.